# An die Nachgeborenen
Das Gedicht An die Nachgeborenen von Bertolt Brecht ist einer der wichtigsten Texte der deutschen Exilliteratur. Es gehört zum Zyklus der Svendborger Gedichte. An die Nachgeborenen entstand zwischen 1934 und 1938. Das Gedicht ist das einzige aus Brechts Werk, zu dem eine Lesung durch den Autor selbst überliefert ist. Brecht schuf dieses Gedicht zur Ausstrahlung im von Spanien aus gegen das Nazi-Reich agierenden Freiheitssender 29,8. Es wurde am 15. Juni 1939 in Paris in Die neue Weltbühne veröffentlicht.
Der mittlere Satz der gleichnamigen Kantate des österreichischen Komponisten Gottfried von Einem ist die Vertonung von Brechts Gedicht. Der zweite und dritte Abschnitt wurde von Hanns Eisler vertont.

## Inhalt
Es handelt sich um ein politisches Gedicht, in dem der Autor seine Verortung als Exildichter bestimmt und sich sowohl zu den gegenwärtigen Verhältnissen (den „finsteren Zeiten“ des Nationalsozialismus) als auch zu Vergangenheit und Zukunft (der eigentlichen Botschaft „an die Nachgeborenen“) äußert.
Das Gedicht ist in drei große Abschnitte, mit römischen Zahlen nummeriert, eingeteilt. Diese Großteile enthalten wiederum fünf bzw. vier Strophen. Ursprünglich war jeder dieser Abschnitte auch ein eigenes Gedicht. Die Sprache ist betont nüchtern, reimlos und rhythmisch frei gestaltet.
Abschnitt I ist durchweg im Präsens, II im Präteritum und III vorwiegend im Futur gehalten. Das weist auf die oben erwähnten Zeiten hin, die in dem jeweiligen Abschnitt behandelt werden.
Der erste Teil des Gedichts wird umrahmt von der Aussage: „Wirklich, ich lebe in finsteren Zeiten!“ (in den Zeilen 1 und 30). In den Zeilen 6–8 folgt dann das berühmte Zitat, auf das sich zahlreiche spätere Autoren bezogen haben:
„Was sind das für Zeiten, wo

Ein Gespräch über Bäume fast ein Verbrechen ist

Weil es ein Schweigen über so viele Untaten einschließt!“
Der Exildichter wendet sich hier gegen diejenigen, die die „Untaten“ des Nationalsozialismus verschweigen, indem sie den traditionellen Themen der Lyrik verhaftet bleiben, z. B. der Naturdichtung. Für Brecht ist „das arglose Wort töricht“ (Z. 2) geworden; die Dichtung hat ihre Unschuld verloren und muss nach neuen, aktuellen Themen und nach einer neuen Sprache suchen, die ihrer Zeit angemessen ist und der Bedrohung durch Diktatur und Unterdrückung nicht ausweicht.
Im Abschnitt II blickt Brecht zurück auf eine „Zeit des Aufruhrs“ (Z. 33) und „der Unordnung“ (Z. 31). Konkret spielt er hier an auf die Kämpfe gegen die Nationalsozialisten im Berlin der Weimarer Republik. Die vier Strophen schließen mit dem Refrain: „So verging meine Zeit / Die auf Erden mir gegeben war“. Das lyrische Ich beklagt hier, dass es nicht gelang, den aufkeimenden Nationalismus zu ersticken, um so den „Sumpf“ (Z. 43) trockenzulegen.
Im Abschnitt III tauchen gleich zu Beginn die Pronomen „Ihr“ und „wir“ auf. Zum ersten Mal werden die „Nachgeborenen“ angesprochen. Hinter dem „Wir“ verbergen sich die Exildichter, die sich gegen das „Unrecht“ (Z. 63) empörten, aber es nicht verhindern konnten. Voller „Zorn“ (Z. 67) konnten sie „selber nicht freundlich sein“ (Z. 70). Dafür bittet der Autor um „Nachsicht“ (Schlusszeile). Er beschließt das Gedicht mit einer Vision von einer zukünftigen Welt, die im brechtschen Verständnis bestimmt ist von Solidarität, Sozialismus und Frieden.

## Von Einems Kantate
Nach Brechts Gedicht ist auch die hymnische Kantate An die Nachgeborenen (op. 42) von Gottfried von Einem benannt. Das Werk für Mezzosopran, Bariton, Chor und Orchester war Auftragswerk zum 30. Jahrestag der Gründung der UNO und wurde am 24. Oktober 1975 in New York uraufgeführt. Besetzung der Uraufführung: Julia Hamari, Dietrich Fischer-Dieskau, Wiener Symphoniker (Dirigent: Carlo Maria Giulini), Chor der Temple University. Der Komponist widmete die Kantate Friedrich Dürrenmatt und dessen Frau Lotti.

### Satzfolge
Die Kantate hat sieben Sätze, der vierte Satz ist die Vertonung von Brechts Gedicht.
1. Psalm 90
2. Chorlied aus Antigone (Sophokles – Friedrich Hölderlin)
3. Geh’ unter, schöne Sonne (Friedrich Hölderlin)
4. An die Nachgeborenen II (Bertolt Brecht)
5. An Diotima (Friedrich Hölderlin), Zwischenspiel
6. Chorlied aus Ödipus auf Kolonos (Sophokles – Buschor)
7. Psalm 121

## Ausgaben
- Therese Giehse: Bertolt Brecht – An die Nachgeborenen, Gedichte und Lieder. Audiobook, 3 Audio CDs. Universal Music, Berlin 2006, ISBN 978-3-8291-1654-1.